# Dordogne
 Denne artikel omhandler departementet Dordogne. For floden af samme navn, se Dordogne (flod).
Dordogne ( fransk udtale ?) er et fransk departement i regionen Aquitaine. Hovedbyen er Périgueux, og departementet har 388.293 indbyggere (1999).
Der er 4 arrondissementer, 25 kantoner og 520 kommuner i Dordogne.
- Wikimedia Commons har flere filer relateret til Dordogne

45°00′N 0°40′Ø / 45°N 0.67°Ø